# Batalha de Cabra
A Batalha de Cabra foi um conflito que tomou lugar na região da actual Cabra, no sul da Península Ibérica, envolvendo dois estados islâmicos, a Taifa de Granada e a Taifa de Sevilha.
Cada uma das taifas era "ajudado" por cavaleiros do Reino de Castela sob o rei Afonso VI de Castela. O conflito resultou numa vitória para El Cid, que derrotou as forças invasoras do emir Abedalá ibne Bologuine de Granada e seus aliados cristãos liderados pelo conde Garcia Ordonhes. El Cid capturou Ordonhes e os outros cavaleiros cristãos e manteve-os presos durante três dias até os libertar para regressarem a Castela.
Depois deste conflito, na Batalha de Coria, Afonso VI derrotou o emir Mutavaquil de Badajoz.
Al-Mutawwakkil renunciou o controlo de Toledo, e um destacamento de Leão é estabelecido em Zorita, a este de Toledo.